# 세이전 매덜리나
세이전 매덜리나(영어: Sagen Maddalena, 영어 발음: /ˈseɪdʒən ˌmædəˈliːnə/, 1993년 8월 16일~)는 미국의 사격 선수로 주 종목은 소총이다. 2024년 하계 올림픽 50m 소총 3자세에서 은메달을 획득했다.

## 개인사
매덜리나는 알래스카 페어뱅크스 대학교에서 천연자원관리학을 전공했다.